# Українські грамоти XV ст.
«Украї́нські гра́моти XV ст.» — збірник грамот XV ст., написаних староукраїнською мовою. Виданий 1965 року в Києві, видавництві Наукова думка, Інститутом мовознавства ім. О. О. Потебні АН УРСР. Упорядник збірки — академік Віталій Русанівський. Відповідальний редактор — Марія Пещак. Містить документи, які раніше або зовсім не публікувалися, або були опубліковані у виданнях, що не призначалися для мовознавчих досліджень Грамоти згруповані за їх територіальним походженням: окремо подані грамоти Центральної України, Західного Полісся, Галичини, Молдавії, закарпатська грамота. Кожна грамота супроводжується палеографічним коментарем. У передмові подається загальна мовна характеристика кожної групи пам'яток, розглядаються найхарактерніші риси їх письма. До випуску додані покажчики власних імен, географічних назв і словник малозрозумілих слів.

## Видання
- Українські грамоти XV ст. / Підготовка тексту, вступна стаття і коментарі В. М. Русанівського; Інститут мовознавства ім. О. О. Потебні АН УРСР. Київ: Наукова думка, 1965. 164 с. (Пам'ятки української мови: серія юридичної літератури).